# フィリップ・フランツ・フォン・シーボルト
フィリップ・フランツ・バルタザール・フォン・シーボルト（ドイツ語: Philipp Franz Balthasar von Siebold、1796年2月17日 - 1866年10月18日）は、ドイツの医師・博物学者。出島の三学者の一人。
標準ドイツ語での発音は「ズィーボルト」「ジーボルト」に近いが、日本では「シーボルト」と表記されることが多い。

## 生涯

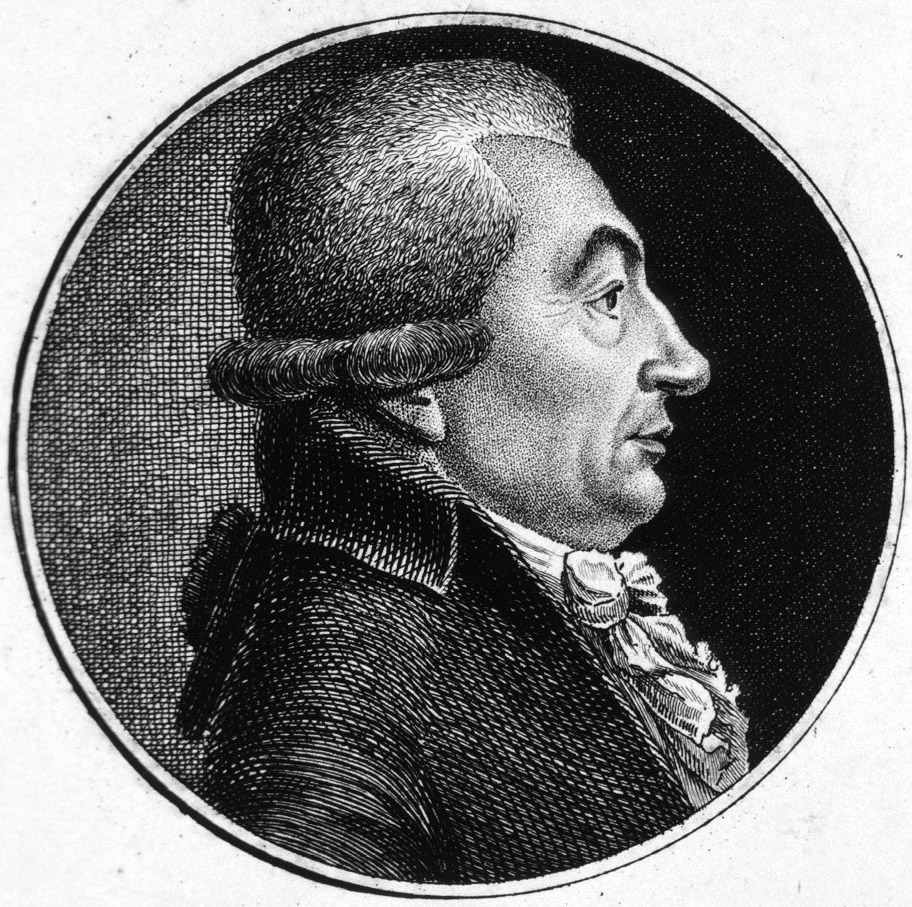
祖父のカール・カスパール・シーボルト。ドイツ近代手術の礎を作った一人と言われる

### 誕生
神聖ローマ帝国の司教領ヴュルツブルク（現ドイツ連邦共和国バイエルン州北西部）に生まれる。シーボルト家は祖父、父ともヴュルツブルク大学の医師であり、医学界の名門だった。父はヴュルツブルク大学医学部産婦人科教授ヨハン・ゲオルク・クリストフ・フォン・シーボルト。シーボルトという姓の前にフォン (von) が添えられているが、これは貴族階級を意味し、シーボルト家はフィリップが20歳になった1816年にバイエルン王国（ナポレオン戦争の終結に際してヴュルツブルク一帯を領土に加えた）の貴族階級に登録された。シーボルト姓を名乗る親類の多くも中部ドイツの貴族階級で、学才に秀で、医者や医学教授を多数輩出している。
父ヨハン・ゲオルク・クリストフは31歳で死去した。1歳1か月のときである。以後、ハイディングスフェルに住む母方の叔父に育てられる。母マリア・アポロニア・ヨゼファとの間に2男1女があったが、長兄と長姉は幼年に死去し、弟のフィリップだけが成人した。

### 大学時代
フィリップが9歳になったとき、母とヴュルツブルクからマイン川を半時間ほど遡ったハイディングスフェルトに移住し、1810年ヴュルツブルクの高校に入学するまでここで育った。12歳からは、地元の司祭となった叔父から個人授業を受けるほか、教会のラテン語学校に通う。1815年にヴュルツブルク大学の哲学科に入学するも、家系や親類の意見に従い、医学を学ぶことになる。大学在学中は解剖学の教授のイグナーツ・デリンガー家に寄寓した。医学をはじめ、動物、植物、地理などを学ぶ。
一方で、大学在学中のフィリップは、自分が名門の出身という誇りと自尊心が高かった。またメナニア団という一種の同郷会に属し議長に選ばれ、乗馬の奨励をしたり、当時決闘は常識だったとはいえ、33回もの決闘をして顔に傷も作った。江戸参府のときに商館長ヨハン・ウィレム・デ・スチュルレルにも、学術調査に非協力的だとの理由で決闘を申し入れている。

### 植物学との出会い
デリンガー教授宅に寄宿し、植物学者のネース・フォン・エーゼンベック教授の知遇を得たことが彼を植物に目覚めさせた。ヴュルツベルク大学は思弁的医学から、臨床での正確な観察、記述及び比較する経験主義の医学への移行を重視していた。シーボルトの家系の人たちはこの経験主義の医学の『シーボルト学会』の組織までしていた。どの恩師も医学で学位をとり、植物学に強い関心をもっていた。デリンガー教授（解剖学）がそうであり、専門のエーゼンベック教授はコケ植物、菌類、ノギク属植物等について『植物学便覧』という著作を残している。1822年にはゼンケンベルク自然科学研究学所通信会員、王立レオポルド・カロリン自然研究者アカデミー会員、ヴェタラウ全博物学会正会員に任命され、フランクフルトに新設の博物館用のタイプ標本の収集を依頼される。
1820年に卒業したシーボルトは国家試験を受け、ハイディングスフェルトで開業する。しかし既に述べたように名門貴族出身という誇りと自尊心が強く町医師で終わることを選ばなかった。
東洋学研究を志したシーボルトは、1822年にオランダのハーグへ赴き、国王ウィレム1世の侍医から斡旋を受け、7月にオランダ領東インド陸軍病院の外科少佐となる。近年の調査により、バタヴィアの蘭印政庁総督に宛てたシーボルトの書簡に「外科少佐及び調査任務付き」の署名があることや、江戸城本丸詳細図面や樺太測量図、武器・武具解説図など軍事的政治的資料も発見されたことから、単なる医師・学術研究者ではなかったと見られている。

### 日本へ

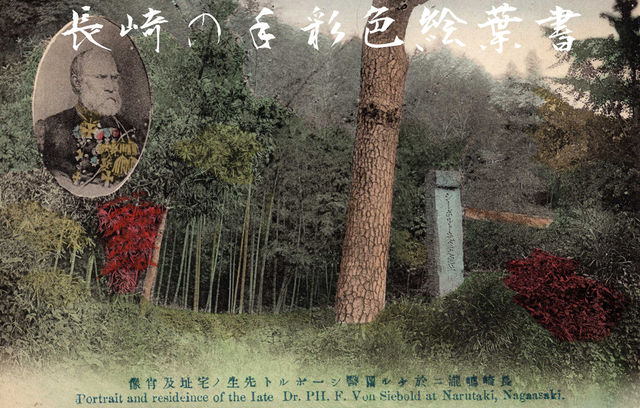
長崎鳴滝における蘭医シーボルト先生宅址と肖像、手彩色絵葉書

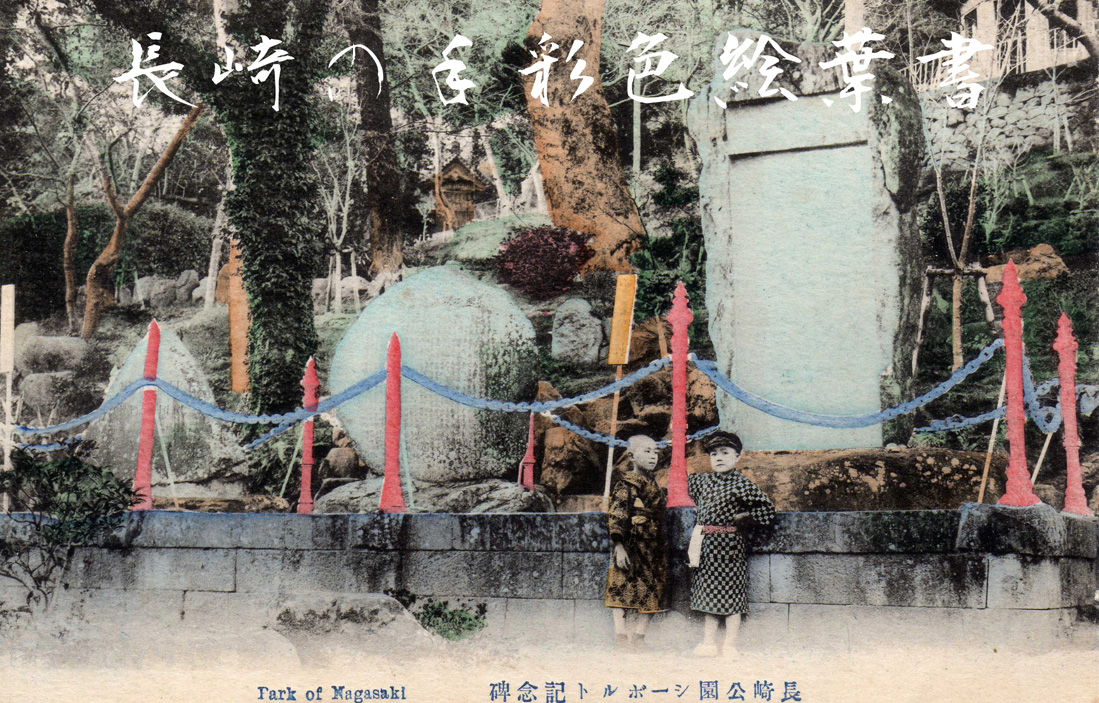
長崎公園シーボルト記念碑、手彩色絵葉書

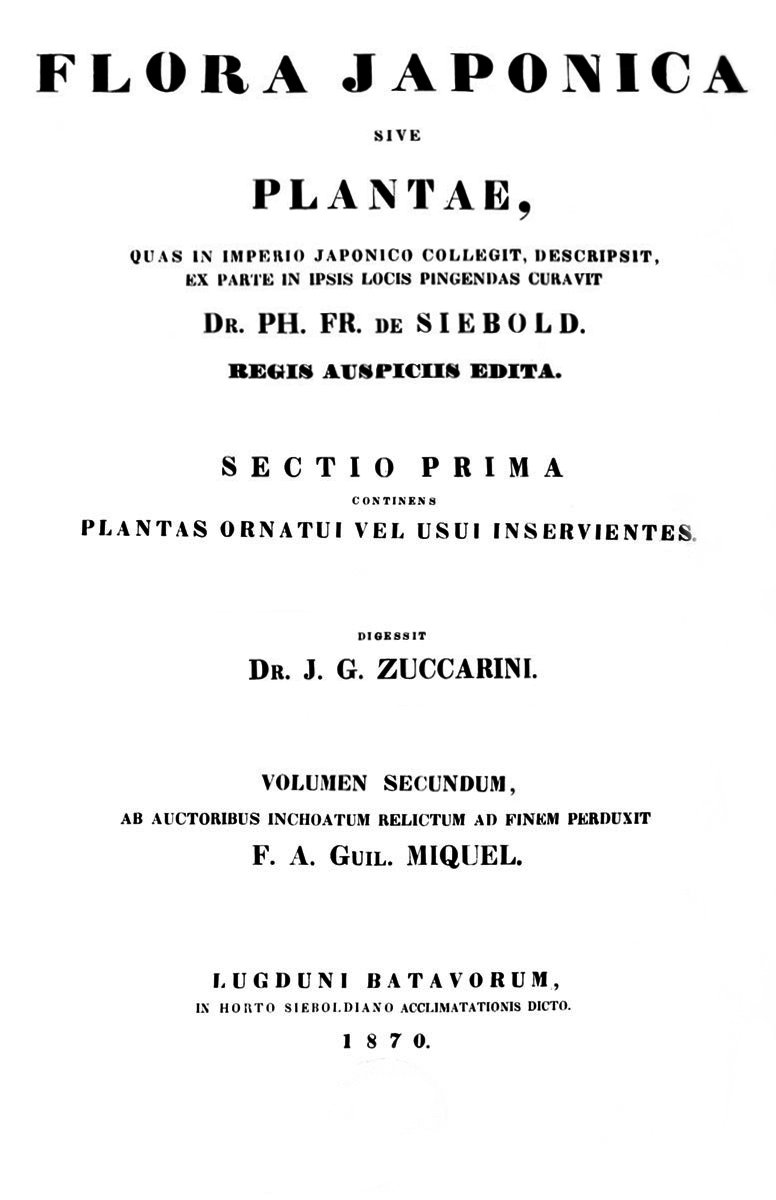
Flora Japonica

9月にロッテルダムから出航し、喜望峰を経由して1823年3月にバタヴィア近郊のヴェルテフレーデン（ジャカルタ市内）の第五砲兵連隊付軍医に配属され、東インド自然科学調査官も兼任するも滞在中にオランダ領東インド総督に日本研究の希望を述べ認められる。6月末にバタヴィアを出て8月に来日、鎖国時代の日本の対外貿易窓であった長崎の出島のオランダ商館医となる。本来はドイツ人であるシーボルトの話すオランダ語は、日本人通辞よりも発音が不正確であり、怪しまれたが、「自分はオランダ山地出身の高地オランダ人なので訛りがある」「山オランダ人」と偽って、その場を切り抜けた。オランダはその内名であるネーデルラント(低地地方)の名の通り、国土のほとんどが干拓地であって山地は存在しないが、そのような事情を知らない日本人にはこの言い訳で通用した。または、オランダ語は系統的に低地ドイツ語の一種と見なされており、高地ドイツをこれに対する地域として表現したともいえる。エンゲルベルト・ケンペルとカール・ツンベルクとの3人を「出島三学者」などと呼ぶことがあるが、全員オランダ人ではなかった。来日した年の秋には『日本博物誌』を脱稿。
出島内において開業の後、1824年には出島外に鳴滝塾を開設し、西洋医学（蘭学）教育を行う。日本各地から集まってきた多くの医者や学者に講義した。代表として高野長英・二宮敬作・伊東玄朴・小関三英・伊藤圭介らがいる。塾生は、後に医者や学者として活躍している。そしてシーボルトは、日本の文化を探索・研究した。彼は塾生に対し、日本の自然、地理、歴史、風俗に関する論文の提出を求め、優秀な論文を提出した塾生には「ドクトル」の称号を与えた。また、特別に長崎の町で診察することを唯一許され、感謝された。1825年には出島に植物園を作り、日本を退去するまでに1400種以上の植物を栽培した。また、日本茶の種子をジャワに送ったことにより同島で茶栽培が始まった。
日本へ来たのは、プロイセン政府から日本の内情探索を命じられたからだとする説もある。シーボルトが江戸で多くの蘭学者らと面会したときに「あなたの仕事は何ですか」と問われて、「コンデンスポンデーヴォルデ」（内情探索官）と答えたと渡辺崋山が書いている。
1826年4月には162回目にあたるオランダ商館長（カピタン）ステューレルの江戸参府に随行、道中を利用して日本の自然を研究することに没頭し、地理や植生、気候や天文などを調査する。またこの時、商館長と共に葛飾北斎と面会し、肉筆画などを直接注文したとされる。1826年には将軍徳川家斉に謁見した。江戸においても学者らと交友し、将軍御典医桂川甫賢、蘭学者宇田川榕庵、薩摩藩主島津重豪、中津藩主奥平昌高、蝦夷探検家最上徳内、天文方高橋景保らと交友した。この年、それまでに収集した博物標本6箱をライデン博物館へ送る。
徳内からは北方の地図を贈られる。景保には、クルーゼンシュテルンによる最新の世界地図を与える見返りとして、最新の日本地図を受け取った。
来日まもなく一緒になった日本女性の楠本滝との間に娘・楠本イネを1827年にもうける。アジサイを新種記載した際にHydrangea otaksa と命名（のちにシノニムと判明して有効ではなくなった）しているが、これは滝の名前をつけていると牧野富太郎が推測している。
1828年に帰国する際、先発した船が難破し、積荷の多くが海中に流出して一部は日本の浜に流れ着いたが、その積荷の中に幕府禁制の日本地図があったことから問題になり、地図返却を要請されたがそれを拒否したため、出国停止処分を受けたのち国外追放処分となる（シーボルト事件）。当初の予定では帰国3年後に再来日する予定だった。

### 帰国
1830年、オランダに帰着する。日本で収集した文学的・民族学的コレクション5000点以上のほか、哺乳動物標本200・鳥類900・魚類750・爬虫類170・無脊椎動物標本5000以上・植物2000種・植物標本12000点を持ち帰る。滞在中のアントワープで東洋学者のヨハン・ヨーゼフ・ホフマンと会い、以後協力者となる。翌1831年にはオランダ政府から叙勲の知らせが届き、ウィレム1世からライオン文官功労勲爵士とハッセルト十字章（金属十字章）を下賜され、コレクション購入の前金が支払われる。同年、蘭領東印度陸軍参謀部付となり、日本関係の事務を嘱託されている。1832年にライデンで家を借り、コレクションを展示した「日本博物館」を開設。ルートヴィヒ1世からもバエルン文官功労勲章騎士十字章を賜る。オランダ政府の後援で日本研究をまとめ、集大成として全7巻の『日本』（日本、日本とその隣国及び保護国蝦夷南千島樺太、朝鮮琉球諸島記述記録集）を随時刊行する。同書の中で間宮海峡を「マミヤ・ノ・セト」と表記し、その名を世界に知らしめた。
日本学の祖として名声が高まり、ドイツのボン大学にヨーロッパ最初の日本学教授として招かれるが、固辞してライデンに留まった。
一方で日本の開国を促すために運動し、1844年にはオランダ国王ウィレム2世の親書を起草している。
1853年のアメリカの東インド艦隊を率いたマシュー・ペリー来日とその目的は事前に察知しており、準備の段階で遠征艦隊への参加を申し出たものの、シーボルト事件で追放されていたことを理由に拒否された。また、早急な対処（軍事）を行わないように要請する書簡を送っている。
48歳にあたる1845年には、ドイツ貴族出身の女性、ヘレーネ・フォン・ガーゲルンと結婚し、3男2女をもうけた。

### 再来日とその後

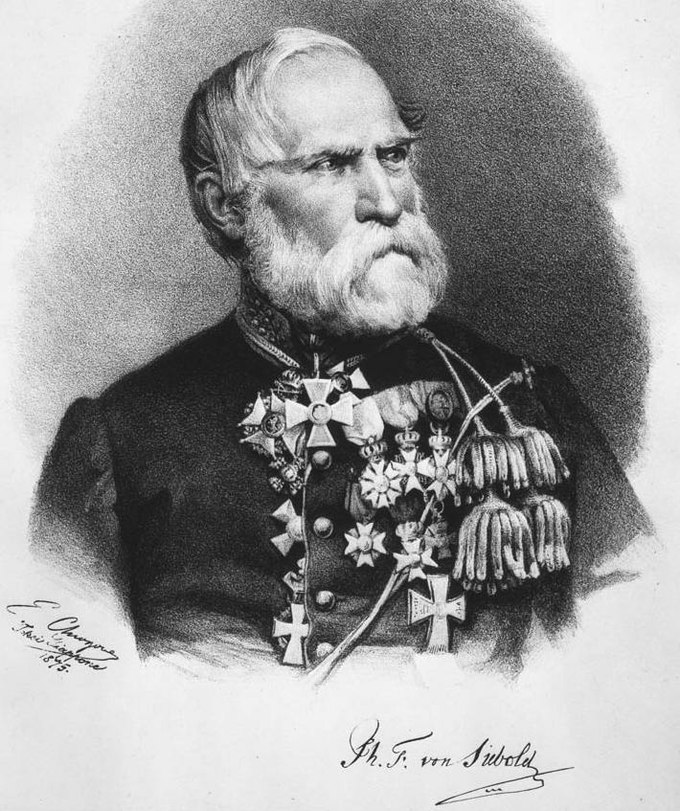
晩年のシーボルト

1854年に日本は開国し、1858年には日蘭修好通商条約が結ばれ、シーボルトに対する追放令も解除される。1859年、オランダ貿易会社顧問として再来日し、1861年には対外交渉のための幕府顧問となる。貿易会社との契約が切れたため、幕府からの手当で収入を得る一方で、プロイセン遠征隊が長崎に寄港すると、息子アレクサンダーに日本の地図を持たせて、ロシア海軍極東遠征隊司令官リハチョフを訪問させ、その後自らプロイセン使節や司令官、全権公使らと会見し、司令官リハチョフとはその後も密に連絡を取り合い、その他フランス公使やオランダ植民大臣らなどの要請に応じて頻繁に日本の情勢についての情報を提供する。並行して博物収集や自然観察なども続行し、風俗習慣や政治など日本関連のあらゆる記述を残す。江戸・横浜にも滞在したが、幕府より江戸退去を命じられ、幕府外交顧問・学術教授の職も解任される。また、イギリス公使オールコックを通じて息子アレクサンダーをイギリス公使館の職員に就職させる。1862年5月、多数の収集品とともに長崎から帰国する。
1863年、オランダ領インド陸軍の参謀部付名誉少将に昇進、オランダ政府に対日外交代表部への任命を要求するが拒否される。日本で集めた約2500点のコレクションをアムステルダムの産業振興会で展示し、コレクションの購入をオランダ政府に持ちかけるが高額を理由に拒否される。オランダ政府には日本追放における損失についても補償を求めたが拒否される。1864年にはオランダの官職も辞して故郷のヴュルツブルクに帰った。同年5月、パリに来ていた遣欧使節正使・外国奉行の池田長発の対仏交渉に協力する一方、同行の三宅秀から父・三宅艮斉が貸した「鉱物標本」20-30箱の返却を求められ、これを渋った。その渋りようは相当なもので、僅か3箱だけを数年後にようやく返したほどだった。バイエルン国王のルートヴィヒ2世にコレクションの売却を提案するも叶わず。ヴュルツブルクの高校でコレクションを展示し「日本博物館」を開催、1866年にはミュンヘンでも開く。再度、日本訪問を計画していたが、10月18日、ミュンヘンで風邪をこじらせ敗血症を併発して死去した。70歳没。墓は石造りの仏塔の形で、旧ミュンヘン南墓地 (Alter Münchner Südfriedhof) にある。

### 年表
- 1796年2月17日 - 神聖ローマ帝国の司教領ヴュルツブルクに生まれる
- 1805年 - ハイディングフェルトに移住
- 1810年 - ヴュルツブルクの高校に入学
- 1815年 - ヴュルツブルク大学の哲学科に入学。家系や親類の意見に従い、医学を学ぶことに
- 1816年 - バイエルン王国の貴族階級に登録
- 1820年 - 大学卒業。国家試験を受け、ハイディングスフェルトで開業
- 1822年 - ゼンケンベルク自然科学研究学所通信会員、王立レオポルド・カロリン自然研究者アカデミー会員、ヴェタラウ全博物学会正会員に任命
- 1822年 - オランダのハーグに赴く
- 1822年7月 - オランダ領東インド陸軍病院の外科少佐となる
- 1822年9月 - ロッテルダムから出航
- 1823年3月 - バタヴィア近郊のヴェルテフレーデン（ジャカルタ市内）の第五砲兵連隊付軍医に配属され、東インド自然科学調査官も兼任
- 1823年6月末 - バタヴィアを出航
- 1823年8月 - 来日
- 1824年 - 鳴滝塾を開設
- 1825年 - 出島に植物園を作る
- 1826年4月 - 第162回目のオランダ商館長（カピタン）江戸参府に随行
- 1827年 - 楠本滝との間に娘・楠本イネをもうける
- 1828年 - シーボルト事件
- 1830年 - オランダに帰国
- 1831年 - オランダのウィレム1世からライオン文官功労勲爵士とハッセルト十字章（金属十字章）を下賜され、コレクション購入の前金が支払われる
- 1831年 - 蘭領東印度陸軍参謀部付となり、日本関係の事務を嘱託される
- 1832年 - ライデンで家を借り、コレクションを展示した「日本博物館」を開設
- 1832年 - バイエルン王国・ルートヴィヒ1世からバエルン文官功労勲章騎士十字章を賜る
- 1832年 - オランダ政府の後援で日本研究をまとめ、集大成として全7巻の『日本』刊行開始
- 1844年 - オランダ国王ウィレム2世の親書を起草
- 1845年 - ヘレーネ・フォン・ガーゲルンと結婚。3男2女をもうける。
- 1853年 - アメリカ東インド艦隊を率いて来日するマシュー・ペリーに日本資料を提供し、早急な対処（軍事）を行わないように要請
- 1854年 - 日本開国
- 1858年 - 日蘭修好通商条約が結ばれ、シーボルトに対する追放令も解除
- 1859年 - オランダ貿易会社顧問として再来日
- 1861年 - 対外交渉のための幕府顧問に
- 1862年5月 - 多数の収集品とともに長崎から帰国する。
- 1863年 - オランダ領インド陸軍の参謀部付名誉少将に昇進
- 1863年 - オランダ政府に対日外交代表部への任命を要求するが拒否される
- 1863年 - 日本で集めた約2500点のコレクションをアムステルダムの産業振興会で展示
- 1864年 - オランダの官職も辞して故郷のヴュルツブルクに帰る。
- 1864年5月 - パリに来ていた遣欧使節正使・外国奉行の池田長発の対仏交渉に協力
- 1864年 - ヴュルツブルクの高校でコレクションを展示し「日本博物館」を開催
- 1866年 - ミュンヘンで「日本博物館」を開催
- 1866年10月18日 - ミュンヘンで風邪をこじらせ敗血症を併発して死去

### 栄誉・栄典
- 1831年：オランダ・ライオン勲章（英語版）文官功労勲爵士[疑問点 – ノート]（ウィレム1世）
- 1831年：ハッセルト十字章（金属十字章）（同上）

## 日本学における貢献

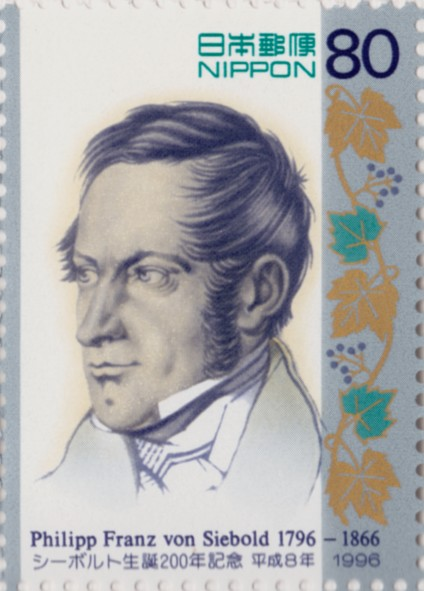
シーボルト生誕200年を記念した日本の切手

シーボルトは当時の西洋医学の最新情報を日本へ伝えると同時に、生物学、民俗学、地理学など多岐にわたる事物を日本で収集、オランダへ発送した。シーボルト事件で追放された際にも多くの標本などを持ち帰った。この資料の一部はシーボルト自身によりヨーロッパ諸国の博物館や宮廷に売られ、シーボルトの研究継続を経済的に助けた。こうした資料はライデン、ミュンヘン、ウィーンに残されている。また、当時の出島出入り絵師だった川原慶賀に生物や風俗の絵図を多数描かせ、薬剤師として来日していたハインリヒ・ビュルゲルには、自身が追放された後も同様の調査を続行するよう依頼した。これらは西洋における日本学の発展に大きく寄与した。日本語に関しては記述は少なく、助手だったヨハン・ヨーゼフ・ホフマンが多く書いている。また葛飾北斎の名をヨーロッパ諸国に広めた1人であり、『北斎漫画』の初編から十編（10冊中初摺2冊）をライデンに持ち帰っている。
2005年、ライデンにシーボルトハウスが開館した。シーボルト旧宅を、シーボルトのコレクションや日蘭関係史を展示する博物館として公開したものである。

### 生物学
生物標本、またはそれに付随した絵図は、当時ほとんど知られていなかった日本の生物について重要な研究資料となり、模式標本となったものも多い。これらの多くはライデン王立自然史博物館に保管された。近年、同国のGLAM統合によりナチュラリス生物多様性センターに移管され、電子化事業が進んでいる。また、2度目の訪日で集めた蒐集品や植物の種苗はミュンヘンで保管され、一部は長男アレキサンダーがイギリスに寄贈している。
植物の押し葉標本は1万2,000点、それを基にヨーゼフ・ゲアハルト・ツッカリーニと共著で『日本植物誌』を刊行した。その中で記載した種は2300種になる。
動物の標本は、当時のライデン王立自然史博物館の動物学者だったテミンク（初代館長）、シュレーゲル、デ・ハーンらによって研究され、『日本動物誌』として刊行された。日本では馴染み深いスズキ、マダイ、イセエビなども、日本動物誌で初めて学名が確定している。

### 献名
シーボルトに対する献名として、学名に"sieboldi"または"sieboldii"が命名されている生物は数多い。
植物
- サクラソウ Primula sieboldii
- ミセバヤ Hylotelephium sieboldii
- ヘビノボラズ Berberis sieboldii
- キセルアザミ Cirsium sieboldii
- ウスバサイシン Asiasarum sieboldii
- スダジイ Castanopsis sieboldii
- チョロギ Stachys sieboldii
- ゴマギ Viburnum sieboldii
- ヤマナラシ Populus tremula var. sieboldii

動物
- アコメガイ（イモガイの一種）Conus sieboldii (Reeve, 1848)
- ベニガイ（サクラガイに近縁の二枚貝）Pharaonella sieboldii (Deshayes, 1855)
- シーボルトミミズ（大型のミミズ）Pheretima sieboldi (Horst, 1883)
- オニヤンマ（日本最大のトンボ）Anotogaster sieboldii (Sélys, 1854)
- ヌマムツ（コイ科の淡水魚）Nipponocypris sieboldii (Temminck et Schlegel, 1846)
- ヒメダイ（フエダイ科の海水魚）Pristipomoides sieboldii (Bleeker, 1857)
- アオバト（森林性のハトの一種）Treron sieboldii (Temminck, 1835)

## 系譜

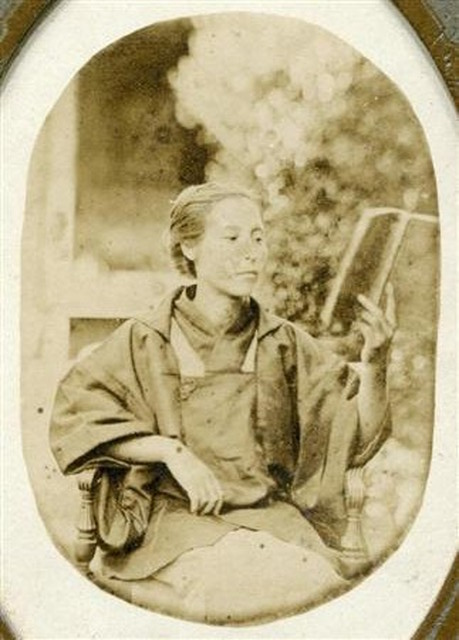
シーボルトの娘、楠本イネ

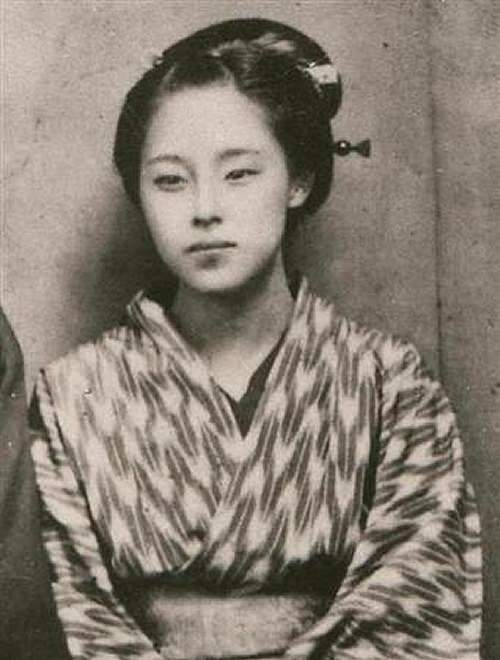
シーボルトの孫娘、楠本高子（山脇たか）

- 日本シーボルト協会作成の系図[14]

### 子供
- 長女：楠本イネ（1827年5月31日 - 1903年8月26日）
- 長男：アレクサンダー・フォン・シーボルト（1846年8月16日 - 1911年1月23日[15]）
  - アレクサンダーは、妻ヘレーネ・フォン・ガーゲルン Helene von Gagern（1820年 - 1877年）との長男で、シーボルト再来日時に同行している。1859年（安政6年）以来日本に滞在、イギリス公使館の通弁官（通訳）を務め、1867年（慶応3年）に徳川昭武らのフランス派遣（パリ万国博覧会のため）に帯同している。陸奥宗光・井上馨などの明治元勲との付き合いも深く、後年は外務卿井上の特別秘書となる。日本語訳された著書に『シーボルト最後の日本旅行』（斎藤信訳、平凡社東洋文庫、1981年）。
  - 2009年10月5日付の『産経新聞』で、アレクサンダーから伊達宗城に宛てた書簡が発見され、アレクサンダーが明治政府からの派遣団に同行し、偽札防止のための「小印紙」注文に関わったことを示すことを報じた[16]。なお、アレクサンダーは日本語を宇和島藩士から学んでいたようである。楠本高子の手記によれば、高子の夫の三瀬諸淵も日本語を教えている[17]。
- 次男：ハインリヒ・フォン・シーボルト（別名：小シーボルト）（1852年7月21日 - 1908年8月11日[15]）
  - 1869年（17歳）、兄の再来日に従って日本に赴き、日本に滞在中に岩本はなと結婚し、1男1女をもうけた。またオーストリア＝ハンガリー帝国大使館の通訳官・外交官業務の傍ら、考古学調査を行い『考古説略』を発表、「考古学」という言葉を日本で初めて使用する。ハインリヒの没後100年にあたる2008年には、各所において記念企画が行われ、3月に行われた法政大学での記念シンポジウムには、ハインリヒの子孫でシーボルト研究家の関口忠志も招かれた。日本語訳された著書に『小シーボルト蝦夷見聞記』（原田信男訳、平凡社東洋文庫、1996年）、『経済叢書. 第2号』鬼頭悌次郎 (訳)、大蔵省翻訳課、1878年 (明治11)。doi:10.11501/900823。
- 次女：ヘレーネ（1848年 - 1927年）
  - マクシミリアン・フォン・ウルム・ツ・エルバッハ男爵夫人
- 三女：マティルデ（1850年 - 1906年）
  - グスタフ・フォン・ブランデンシュタイン夫人。息子のアレクサンダーが、飛行船で有名なツェッペリン伯爵の一人娘ヘレーネと結婚し、子孫はフォン・ブランデンシュタイン＝ツェッペリンを家名としている。ヴュルツブルクには、同家が会長を務めるドイツ・シーボルト協会が存在する。また日本では国内のシーボルト研究家が集まり、日本シーボルト協会が設立準備委員会を経て2008年に発足している。
- 三男：マクシミリアン・フォン・シーボルト（1854年 - 1887年）
  - オランダ領インド駐留下士官

### 直系子孫
現在は楠本イネの子孫（楠本家）、堀内家、次男ハインリッヒの家系（関口家）、井上家、またドイツには次女マティルデの子孫（ブランデンシュタイン＝ツェッペリン家）が残る。
2023年に迎えたシーボルト来日200周年にあたる長崎市での記念式典には子孫を代表して、関口忠相（ハインリッヒの子孫、日本シーボルト協会）、コンスタンティン・ブランデンシュタイン・ツェッペリン（マティルデの子孫、ドイツ・シーボルト協会）、楠本貞夫（楠本稲の子孫）が招かれた。
- 孫：山脇たか（楠本高子）（1852年2月26日 - 1938年7月18日） - 楠本イネの娘で、一時は自ら医師を志すが医師に嫁ぐ。手記が公開されている[18][17]（シーボルト記念館ウェブサイト・長崎市）。[疑問点 – ノート]
- 玄孫（小シーボルトの曾孫）：関口忠志（シーボルト研究者、日本シーボルト協会設立者）
- 玄孫（シーボルト次女マティルデの子孫）：コンスタンティン・ブランデンシュタイン・ツェッペリン（シーボルト研究者、ドイツ・シーボルト協会会長）
- 来孫：関口忠相（しぃぼるとぷろだくしょん社長、日本シーボルト協会）
- 来孫：（楠本イネの子孫）楠本貞夫（歯科医師）他、井上家、堀内家
- 昆孫：堀内和一朗（医師、ファウストボール日本代表、メンサ会員）

### 傍系
- 医学者のアダム・エリアス・フォン・ジーボルト（ドイツ語版）（1775年 - 1828年）は父の弟である。
- アダムの息子で産科医のエドゥアルト・カスパル・フォン・ジーボルト（ドイツ語版）（1801年 - 1861年）と動物学者のカール・テオドール・エルンスト・フォン・ジーボルト（1804年 - 1885年）の兄弟は従弟にあたる。
- エドゥアルト・カスパルの娘アガーテ・フォン・ジーボルト（フィンランド語版）（1835年 - 1909年）は、作曲家ヨハネス・ブラームスの婚約者だったことで知られる。

## 主な著書と日本語訳
原書の発行年順、日本語版の題名年順。

- de Siebold. De historiae naturalis in Japonia statu, nec non de augmento emolumentisque in decursu perscrutationum exspectandis dissertatio : cui accedunt spicilegia faunae Japonicae、OCLC 44091434。
初版出版地は第1巻がバラビア：出版社不詳、1824年。第2巻が Wirceburgi : C.P. Bonitas、1826年。
  - シーボルト、ヨハン・ヨーゼフ・ホフマン、日独文化協会
 『フィリップ フランツ フォン シーボルト蒐集並ニヘーグ王立博物館所蔵日本書籍及手稿目録』、日本学会 編、東京：郁文堂、1937年[注釈 9]。
  - 『シーボルト収集図書目録』、東京：科学書院、霞ケ関出版、1988年。上記の複製

※は電子書籍版も刊
- von Siebold, P. F. Nippon 1832-1882.
  - 『シーボルト 「日本」』 [19]雄松堂出版（全9巻）‐ 本文編6巻＋図録編3巻、1977-79年。新版刊
  - 『シーボルト「日本」の研究と解説』 講談社、1977年。
- シーボルト『日本及びその隣国属国の沿海地図』
- シーボルト『日本海国に関する蘭・露の活動』
- von Siebold, P. F.; J. G. von Zuccarini. Flora Japonica, Leiden, 1835-1870.
  - 『シーボルト日本植物誌 本文覚書篇』 大場秀章 監修・解説、瀬倉正克 訳、八坂書房、2007年。
  - 『シーボルト日本の植物』 瀬倉正克 訳、八坂書房、1996年。
  - 『日本植物誌　シーボルト『フローラ・ヤポニカ』』 木村陽二郎・大場秀章 監修・解説、八坂書房、1992年、新版2000年、2023年。
  - 『シーボルト日本植物誌』 大場秀章 監修・解説、ちくま学芸文庫、2007年。

- 『参府旅行中の日記』 斎藤信 訳、思文閣出版、1983年。
- 『シーボルト 江戸参府紀行』 斎藤信 訳、平凡社東洋文庫※、初刊・1967年、ワイド版2006年。
- A.ジーボルト『ジーボルト最後の日本旅行』 斎藤信 訳、平凡社東洋文庫、1981年。ワイド版2006年。長男アレキサンダーによる記録。
- 『シーボルト日記 再来日時の幕末見聞記』 石山禎一・牧幸一 編訳、八坂書房、2005年。
- 『シーボルトの日本報告』 栗原福也 編訳、平凡社東洋文庫※、2009年。
- 『シーボルト書簡集成』 八坂書房、2023年。シーボルトと日本人との書簡・313通。
石山禎一・梶輝行 編、他にイザベル・田中・ファン・ダーレン、沓澤宣賢、宮崎克則、吉田佳恵

- 『シーボルト江戸参府紀行』 呉秀三 訳、呉茂一 校訂、雄松堂書店〈異国叢書7〉、1966年、オンデマンド版（丸善雄松堂）、2005年。初刊・駿南社、1928年※
- 『シーボルト日本交通貿易史』 呉秀三 訳、呉茂一 校訂、雄松堂書店〈異国叢書8〉、1966年、オンデマンド版（丸善雄松堂）、2005年。初刊・駿南社、1931年※
- 『シーボルト蒐集和書目録』 八木書店、2015年
- 呉秀三『シーボルト先生―その生涯及び功業』平凡社東洋文庫（全3巻）、ワイド版2008年。
- 『シーボルト年表 生涯とその業績』 石山禎一・宮崎克則 編、八坂書房、2014年[1][9][10]。
- ヴェルナー・シーボルト 『シーボルト、波瀾の生涯』 酒井幸子 訳、どうぶつ社、2006年。

## 登場作品
関連
- 兼重護『シーボルトと町絵師慶賀 日本画家が出会った西欧』、長崎新聞新書、2003年。ISBN 4-931493-38-6
- ねじめ正一『シーボルトの眼 出島絵師 川原慶賀』、集英社、2004年。ISBN 4-08-774693-3
- 杉本つとむ『西洋人の日本語発見 外国人の日本語研究史』、講談社学術文庫、2008年。ISBN 978-4-06-159856-0

※シーボルトとその助手ホフマンの日本語研究。ただし、シーボルトについてかなり手厳しい批判となっている。
小説
- アルフォンス・ドーデ『盲目の皇帝』- 短編集『月曜物語』第二部に収録。若い小説家だったドーデと年老いたシーボルトの交友を描く。
- 吉村昭『ふぉん・しいほるとの娘』 新潮文庫〈上・下〉、改版2009年、上 ISBN 4-10-111731-4、下 ISBN 4-10-111732-2。※フィクションも織り交ぜられている
- 吉村昭『長英逃亡』 新潮文庫〈上・下〉、改版2011年、上 ISBN 4-10-111725-X、下 ISBN 4-10-111726-8。

漫画
- みなもと太郎『風雲児たち』 新版リイド社（未完作）
- 真船一雄『スーパードクターK』
- 『増田こうすけ劇場 ギャグマンガ日和』第11巻197幕。
- 飴あられ「陽炎 稲妻 水の月」『長崎慕情』

テレビドラマ
- 土曜時代劇 『桂ちづる診察日録』、NHK、2010年。俳優：エリック・ボシック。

舞台
- 「シーボルト父子伝 ~蒼い目のサムライ~」：2020,2021,2022/築地本願寺ブディストホール

## 名前を冠したもの

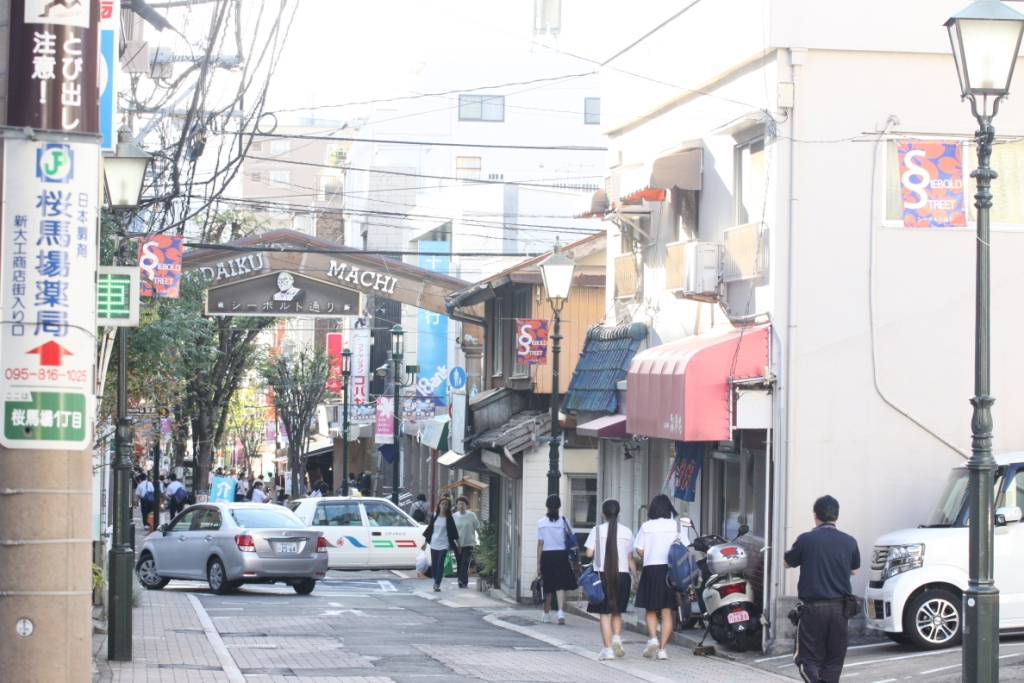
長崎市のシーボルト通り

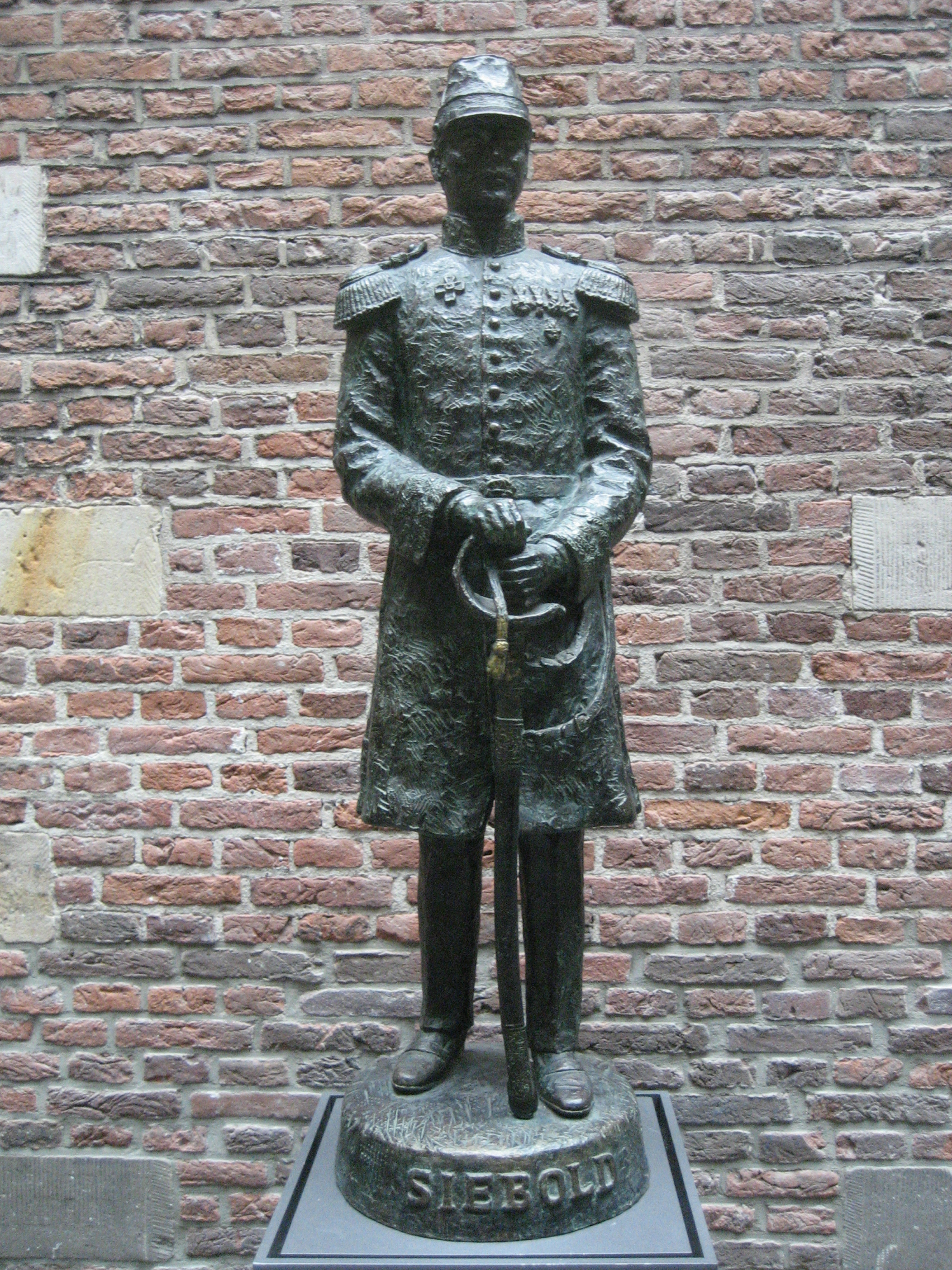
『若きシーボルトの像 』シーボルト記念館富永直樹作（1979年）

- 県立長崎シーボルト大学および長崎県立大学シーボルト校
- 「シーボルト」 JR九州が佐世保駅～長崎駅間を運行した特急
- シーボルト通り - 長崎市のシーボルト宅跡から新大工町商店街を結ぶ通りの名称
- シーボルトの湯 - 佐賀県嬉野市にある公衆浴場
- シーボルトハウス
- シーボルト記念館
- シーボルト台風
- 十八銀行シーボルト支店 - 入金照合サービスで使用する仮想口座の支店で、実店舗としては存在しない。
- フィリップ・フランツ・フォン・ジーボルト賞